# Rudolf Veselý (arabista)
Rudolf Veselý (28. dubna 1931 Hradec Králové – 8. února 2020 Praha) byl český arabista, specialista na středověké dějiny Blízkého východu a severní Afriky, světově proslulý badatel v oblasti arabské paleografie a diplomatiky. Vyučoval na Filozofické fakultě Univerzity Karlovy na Katedře Blízkého východu.

## Studia
Již na střední škole se Rudolf Veselý začal zajímat o arabštinu, bylo to zejména kvůli entomologii, neboť měl touhu sbírat brouky na Blízkém východě a k tomu byla znalost arabštiny tehdy nezbytná. Začal proto navštěvovat v roce 1947 kurzy arabštiny v Orientálním institutu. V roce 1950 se hlásil na Přírodovědeckou fakultu Univerzity Karlovy, kam nebyl přijat, a tak místo toho začal studovat na Filozofické fakultě arabštinu a perštinu. Bylo to v letech 1950-1955, tedy v době, kdy tam ještě působili hlavní zakladatelé studia orientalistiky v Československu. Mezi jeho učitele patřil například znalec perské poezie Jan Rypka nebo Felix Tauer, jenž byl prvním, kdo do češtiny přinesl a přeložil Příběhy Tisíce a jedné noci, nebo Rudolf Růžička. Jeho spolužáky byli další významní čeští orientalisté, například Karel Petráček. Studia ovlivnila i jeho osobní život, seznámil se během nich se svou budoucí ženou Zdeňkou Přenosilovou, která byla turkoložkou, a po studiích působila na téže katedře jako on. 

## Kariéra
V roce 1955 začal dělat asistenta na domovské Katedře věd o zemích Asie a Afriky Filozofické fakulty Univerzity Karlovy a byl mu svěřen kurz čtení a překladadu arabštiny. Zároveň si vydělával výukou v jazykové škole. Později se stal odborným asistentem a začal učil také například kurz Dějiny Blízkého východu, které převzal po Felixi Tauerovi, a chystal se na disertační práci (tehdy kandidátskou práci) v oblasti islámských dějin. Avšak dramatické změny v Egyptě související s nástupem prezidenta Gamála Násiraho ho nasměrovaly na studium arabské a egyptské diplomatiky. Kvůli dalším politickým cirkumstancím v Egyptě, když ministr školství rozhodl, že angličtina přestane být prvním cizím jazykem egyptských studentů, a začaly být podporovány výuky jiných jazyků dostal Rudolf Veselý nečekaně možnost si splnit svůj dávný sen a vyjet do arabsky mluvící země - vyučovat češtinu do Egypta a zároveň tam bádat. V totalitní době byly minimální možnosti i pro odborníky kamkoliv vycestovat, toto byla vzácná příležitost, která se tehdy objevila. 

##### Výuka a bádání v Egyptě
Poprvé odjel učit český jazyk na Univerzitu Ain Shams v Káhiře v prosinci 1958, pouhý měsíc po narození své jediné dcery Jany. Tu znovu uviděl až během letních prázdnin v roce 1959, poté odcestoval s rodinou do Egypta na akademický rok 1959/60. Pak se na rok vrátil do Československa, v Egyptě vyučoval češtinu opět v akademickém roce 1962/63, lektorku češtiny tam dělala i jeho žena. Kvůli studijním neúspěchům některých studentů bylo rozhodnuto o prodloužení jejich pobytu v Egyptě o další akademický rok. Pobyt v Egyptě ho ovlivnil jak odborně tak osobně, měl možnost poznat život obyčejných Egypťanů, jeho dcera se od chůvy naučila hovorovou arabštinu. On sám byl tehdy překvapen, jak moc dobře rozumí i klasické arabské poezii, když ji náhodou vyslechl. V Egyptě začal sbírat materiály na svoji disertaci, která se měla týkat tureckého dobytí Egypta. Po setkání s profesorem ʿAbd al-Laṭīf Ibrāhīm z Káhirské univerzity v Gíze svou pozornost obrátil na diplomatiku a studium mamluckých dokumentů v egyptských archivech. Při těchto pobytech mu bylo překvapivě umožněno pracovat s originály listin a fotit si je. Získal tak cenný materiál - dokumenty z let cca 1517-1600. Při pozdějších, zejména porevolučních badatelských návštěvách v archivu už se k originálům nikdy nedostal. Celá kolekce fotografií je nyní umístěna v knihovně katedry. V tomto období mohl také navázat kontakty s kolegy v oboru jako byl Hans Robert Roemer nebo se osobně při cestě z Egypta v Innsbrucku potkal s předním papyrologem Adolfem Grohmannem. Získal tak nejen možnosti cenné spolupráce, šanci dostávat do komunistického Československa odborné knihy z oboru, ale také publikovat v zahraničí. 

##### Zpět v Praze
Po návratu na Filozofickou fakultu proto vedl i katederní knihovnu. V roce 1966 obhájil disertaci na téma Nadační listina Maḥmūda paši z roku 974 h./1567 n. l.: Příspěvek ke studiu sociálně ekonomických poměrů Egypta v pozdním středověku a k arabské diplomatice, která má tři díly, a jako komplet zůstala jen v rukopise. Byly z ní publikovány různé statě. Veselý se stal předním znalcem islámských náboženských nadací. Na základě materiálů dovezených z Egypta se začal zabývat vysvětlováním kontinuity Mamlucké a Otomanské diplomatiky, připravoval systematické Základy studia dvorní diplomatiky, sepsal studie o dvojí autorizaci dokumentů. Mnoho jeho odborných témat bylo v té době dosud neprozkoumaných. Veselý bohužel téměř nemohl publikovat knihy v češtině, což mělo negativní vliv na jeho působení na Univerzitě Karlově. Částečně to z odborného hlediska vynahradily četné články vydávané jak u nás, tak v zahraničí.

##### Normalizace
Po srpnové okupaci Československa byli všichni zaměstnanci katedry, kteří byli v Komunistické straně během Pražského jara, vyhozeni. Rudolf Veselý, který se o současnou politiku nikdy nezajímal, a nikdy nebyl členem komunistické strany, měl s kolegou Karlem Petráčkem během začátku normalizace obavy o osud katedry. Měli málo studentů, bylo stritně omezeno množství lidí, kteří mohli nastoupit ke studiu. Hrozilo riziko, že celá katedra bude zavřena, a odkaz a práce vědců jako byl Felix Tauer nebo Jan Rypka bude zničena. Situace se vyřešila v roce 1974, kdy byla do čela katedry jmenována přesvědčená a velmi loajální členka komunistické strany. To sice zachránilo katedru, ale mělo negativní vliv na odbornou práci Rudolfa Veselého. Vedoucí mu například v roce 1974 odmítla nechat vypublikovat kritickou edici mamluckých kancléřských listin s tím, že jsou na světě tisíce dokumentů, a ona nevidí důvod publikovat právě tyto. Veselý na této edici pracoval od roku 1967. Na katedře vydržel do roku 1980. Poté si našel práci v Strojexportu jako tlumočník a odjel dělat do Libye. V roce 1982, když se vrátil do Československa na svatbu dcery, tak mu byl zabaven pas a znemožněn návrat do Libye a tím pádem i zaměstnání v Strojexportu. Komunistická vedoucí katedry odmítla jeho návrat na Filozofickou fakultu. Během komunismu byla zakázána nezaměstnanost, Veselý si musel rychle najít místo, a tak začal pracovat jako lektor pro Státní jazykovou školu, která byla kromě univerzit jedinou institucí v zemi, která umožňovala výuku blízkovýchodních jazyků. Učil tam kromě arabštiny také perštinu a setkal se tam s mnoha svými studenty. Jednalo se o mnohem méně stranicky disponované pracoviště, kde měl více bezpečný pracovní prostor, ale během této doby téměř nemohl publikovat. V roce 1988 dostal díky přímluvě kolegů zpátky pas a mohl vycestovat do Iráku. 

##### Po roce 1989
Po sametové revoluci, v únoru 1990, se mohl Rudolf Veselý vrátit na katedru a začal opět působit na Univerzitě Karlově, kde se habilitoval. V roce 1992 získal profesuru v oblasti dějin a kultury islámských zemí. Mezi léty 1991 a 2000 vedl Ústav Blízkého východu a Afriky, který z menší katedry vybudoval s nadšením a entuziasmem. Zároveň se věnoval nové generaci studentů, které předával své rozsáhlé znalosti a zkušenosti s učitelským umem a humorem. Roku 2005 se stal emeritním profesorem, kurzy vedl až do roku 2014. V 90. letech se také poprvé osobně setkal s mnoha kolegy, mohl se osobně podílet na projektech, organizovat mezinárodní konference 

## Odborné zaměření
Odborné zaměření profesora Musila bylo velmi široké a rozsáhlé. Jeho hlavním odborným zájmem byly středověké dějiny islámských zemí. Věnoval se povstání Arabů v Madíně v 7. století, následně se zabýval dějinami mamlúckého a osmanského Egypta. Ve svých pracích analyzoval archivní dokumenty získané z Káhiry. Jednalo se hlavně o listiny týkající se náboženských nadací, kdy zanalyzoval důležitost nadací pro hospodářské a sociální dějiny Egypta v 16. století. Zabýval se rovněž vztahem klasické spisovné arabštiny a egyptské hovorové arabštiny. Rudolf Veselý provedl kritickou edici mamlúckého diplamatického manuálu Qahwat al-inšá, který byl vydaný v Bejrútu. Jedná se o jeho v zahraničí nejcitovanější odbornou práci. Také přeložil do češtiny důležitý pramen k poznání období křížových výprav, Knihu zkušeností arabského bojovníka s křižáky, který byl sepsaný arabským emírem ze severní Sýrie, válečníkem, politikem a diplomatem a spisovatelem Usámou ibn Munkízem.  Kromě toho se věnoval literatuře, například poezii.

## Stručný výběr z bibliografie
- Feudalismus v Sýrii, Nový Orient 8, no. 2 (1953):s.34–36.
- “Die Anṣār im ersten Bürgerkriege (36–40 d. H.).” Archiv orientální 26 (1958):s.36–58.
- Abdulláh Nijází. “Dirham”, Světová Literatura 4,no. 3 (1959):56–59. (překlad)
- Čeština na vysoké škole jazyků v Káhiře” [Nový Orient 15, no. 2 (1960): 35–36.
- Tri neizvestnyje locii Ahmada ibn Madžida arabskogo locmana Vasko da-Gamy v unikaľnoj rukopisi Instituta Vostokovedenija AN SSSR, edited by D. A. Oľderogge. Archiv Orientální 28 (1960):s.164–65. (recenze)
- “Die Persischen Handschriften.” In: Arabische, türkische und persische Handschriften der Universitätsbibliothek in Bratislava, editováno Jozef Blaškovič,s.374–429. Bratislava: Verlag der Slowakischen Akademie der Wissen-schaften, 1961.
- Syrská literatura”. In: Moderní arabská literatura, editor Karel Petráček, s.45–63. Praha: Státní pedagogické nakladatelství, 1962.
- Abdalmalik Núrí. “Za noci”. Nový Orient 17, no. 1(1961): s.5–8 (překlad)
- At-taʾrīḫ al-Manṣūrī (Mansurova kronika), editováno P. A.Grjaznevič. Archiv Orientální 30 (1962): s.669–71 (recenze)
- Un Document de construction émis pour Süleyman Pacha en 946 del’Hégire (1539 N. E.).” Archiv Orientální 31 (1963): 423–41.
- Jaroslav Oliverious. Egyptská hovorová arabština: Konverzační příručka. Praha: Státní pedagogické nakladatelství, 1965. (Spoluautorství)
- “De la situation des esclaves dans l’institution du waḳf.” Archiv Orientální 32 (1964):s.345–53.
- Al-Džáhiz.” In: Slovník spisovatelů: Asie a Afriky, vol. 1 (A–J), editor Jaroslav Průšek,s.299–300. Praha: Odeon, 1967.
- Náboženské nadace založené v Egyptě osmanskými místodržícími balkánského původu během 16. Století” In Studia Balkanica Bohemoslovaca, editováno Ivan Dorovský and Richard Pražák, 110–15. Brno: Universita J. E. Purkyně, 1970.
- Rudi Paret:Arabistik und Islamkunde an deutschen Universitäten. Archiv Orientální 38 (1970):s.113–14 (recenze)
- Wilhelm Hoenerbach: Spanisch-islamische Urkunden aus der Zeit der Naṣriden und Moriscos. Archiv Orientální 38 (1970): s.499–502. (recenze)
- An Arabic Diplomatic Document from Egypt: The Endowment Deed of Maḥmūd Pasha Dated 974/1567. Studia Orientalia Pragensia 4. Praha: Univerzita Karlova, 1971.
- Přehled politických a kulturních dějin islámských dějin: teze Dějiny do konce 18. století. Praha: Univerzita Karlova, 1971.
- Dějiny arabských zemí. Praha: Ústav pro učitelské vzdělání při UK, 1972.
- Přehled důležitých dat v dějinách feudálního období oblasti Předního východu, severní Afriky a Střední Asie (od vzniku islámu do konce 18. století). Praha: Filozofická fakulta, 1977.
- Mansour Shaki. Ekonomická a politická geografie Blízkého východu a Severní Afriky. Praha, Univerzita Karlova, 1979. (Spoluautor)
- Kitāb tathqīf al-taʿrīf bi’l-muṣṭalaḥ al-šarīf par Taqī al-Dīn ʿAbd al-Raḥmān b. Muḥibb al-Dīn Muḥammad al-Taymī al-Ḥalabī appelé Ibn Nāẓiral-Ǧayš. Textes arabes et études islamiques 27. Cairo: Institut Français d’archéologie orientale du Caire, 1987. (Editor)
- Úvod do studia dějin zemí Předního Východu I: Pomocné vědy historické. Praha: Univerzita Karlova, 1988
- Alois Musil—český vědec světového jména. Praha, Globe, 1995.
- Das Taqrīẓ in Der Arabischen Literatur.” In Die Mamluken: Studien Zu Ihrer Geschichte Und Kultur, Zum Gedenken an Ulrich Haarmann (1942–1999), edited by Stephan Conermann and Anja Pistor-Hatam, s. 379–85. Asien und Afrika 7. Hamburg: EB-Verlag, 2003.
- “Chancery Manuals.” Encyclopaedia of Islam Three, s.63–66. Leiden: Brill, 2014.

## Další zdroje
- https://vltava.rozhlas.cz/osudy-rudolfa-veseleho-5047617